# ماهاریشی ماهش یوگی
ماهاریشی ماهش یوگی (انگلیسی: Maharishi Mahesh Yogi؛ ۱۲ ژانویه ۱۹۱۸ – ۵ فوریهٔ ۲۰۰۸) فیلسوف، نویسنده، آموزگار و استاد معنوی اهل راج بریتانیا بود، که در سال ۱۹۷۱ دانشگاه بین‌المللی ماهاریشی را تأسیس کرد.